# ヨシップ・ブロズ・チトー
ヨシップ・ブロズ・チトー / ヨシプ・ブローズ・ティトー（セルビア・クロアチア語: Josip Broz Tito / Јосип Броз Тито [jǒsip brôːz tîto] ( 音声ファイル)、1892年5月7日 - 1980年5月4日）は、ユーゴスラビアの軍人・政治家。本名はヨシップ・ブロズ（セルビア・クロアチア語: Josip Broz / Јосип Броз）。第二次世界大戦時枢軸国の支配下となったユーゴスラビア王国において人民解放軍（パルチザン）の総司令官として枢軸国への抵抗運動を指揮し、戦後は成立したユーゴスラビア社会主義連邦共和国(ユーゴスラビア人民共和国)において初代首相（初代国防相も兼任）、第2代大統領（後に終身大統領）、ユーゴスラビア共産主義者同盟の指導者を務めた。第二次世界大戦からその死まで、最もユーゴスラビア国内に影響を与えた政治家であり、「チトー(ティトー)元帥」という呼び名でも知られている。

## 年表

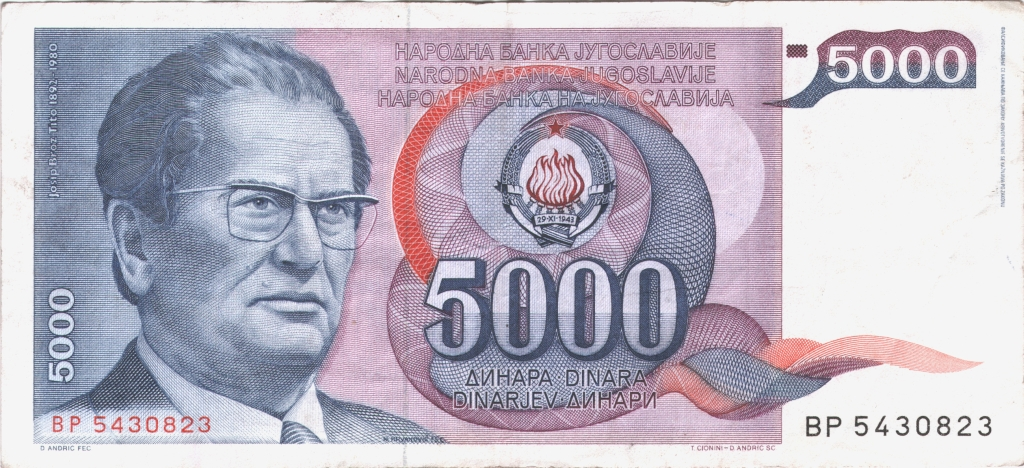
1985年発行の5000ディナール紙幣に描かれたチトー

- 1985年発行の5000ディナール紙幣に描かれたチトー1920年 ユーゴスラビア共産党に加入[2]。
- 1934年 ユーゴスラビア共産党の政治局の一員となる（チトーという通称を使い始める）[2]。
- 1941年7月4日 ドイツ国防軍への武力抵抗を呼びかけ[3]。
- 1941年6月 人民解放軍（パルチザン）の総司令官に就任[4]。
- 1945年3月7日 ユーゴスラビア社会主義連邦共和国首相（英語版）に就任[5][2]。
- 1948年6月28日 ユーゴスラビア共産党、コミンフォルムから除名され、スターリンと対立[6]。
- 1953年1月13日 ユーゴスラビア社会主義連邦共和国大統領（英語版）に就任し、首相を兼任する[7][8]。
- 1961年9月1日-9月6日 ユーゴスラビアのベオグラードで、非同盟諸国首脳会議を開催[9][10]。
- 1974年5月16日 終身大統領となる[11]。
- 1980年5月4日、スロベニアのリュブリャナの病院で死去[11]。

## 生涯

### 生い立ち

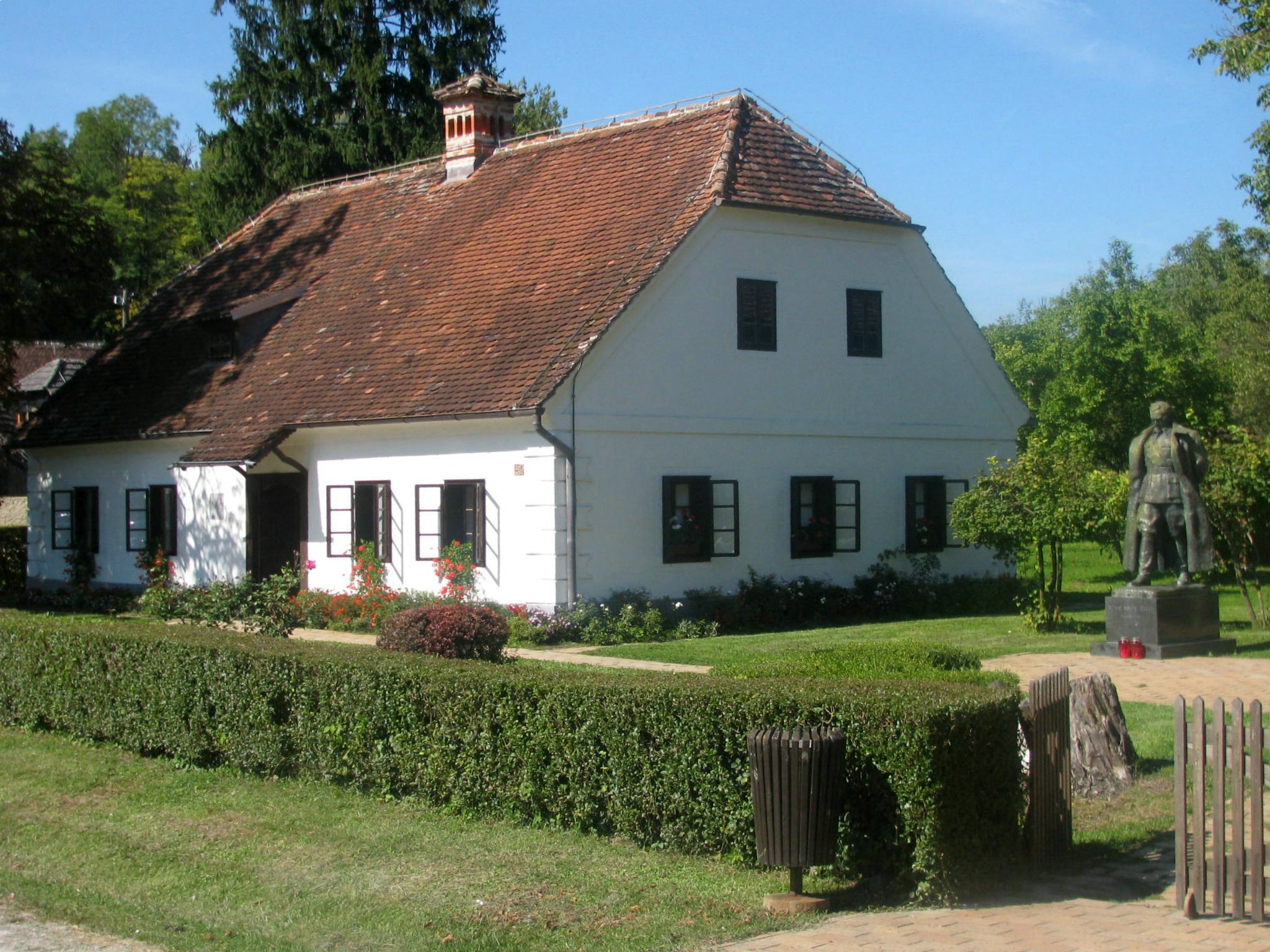
チトーの生家

クロアチア人の父、スロベニア人の母のもと、クロアチアのクムロヴェツに生まれる。チトーの戸籍上の正しい生年月日は、1892年5月7日であるが、小学校の在学証明書には5月1日生まれという記録や、軍隊時代の書類では、5月25日生まれという記録もある。ユーゴスラビアでは、5月25日をチトーの誕生日として祝っていた。チトーは15人きょうだいの7番目の子供であるが、15人中8人が幼児になるまでに死去してしまう。チトーはクロアチア領生まれであるが、幼少期はクロアチア語よりも、母親の母国語であるスロベニア語を得意としており、小学校時は、クロアチア語の授業に苦労するも、総じて学校の成績は良好だった。
小学校卒業後、チトーは、母方の親戚の下で牧畜業に勤務するも、すぐに退職し、今度は父親の紹介で、親戚が経営する飲食店にて勤務する。その飲食店も退職し、アメリカへの移住を検討するが資金を捻出できず断念した。チトーは、その後、1907年から1910年まで錠前工の見習いとなる。当時、錠前工は、錠前だけでなく自転車や猟銃などを作る何でも屋で、機械工に近い職業だった。1910年9月に、錠前工の見習いを修了し、ザグレブで金属労働組合に参加する。1910年10月には、社会民主党に入党するがこれといった活動はしなかった。チトーは職を転々とし、オーストリア=ハンガリー帝国の領内を動き回り、労働者の集会に出席するなど社会主義に傾倒していった。1913年、チトーは兵役年齢に達したため、オーストリア=ハンガリー帝国軍に入隊し、所属する連隊の中では最年少の軍曹になる。チトーは運動神経に秀でており、フェンシング、乗馬、体操を得意とし、特にフェンシングについては、軍の大会で2位に輝いたことがある。

### 第一次世界大戦時代
1914年、チトーは歩兵として、セルビア王国が支配するベオグラードの攻撃に加わった(1914年のベオグラード砲撃)。このベオグラードへの攻撃については、チトーはセルビア人に配慮して、後に経歴から抹消させた。チトーは、自身は社会主義者であるため、ロシア人と戦いたくないと意思表明したため、ペトロヴァラディン要塞に収監された。結局1915年春ロシア戦線のカルパチア地方へと転属させられ、同地のロシア軍の騎馬部隊と戦うも、槍で突かれ重傷を負い、捕虜となった。
負傷したチトーは、13か月間治療入院する。傷が癒えたチトーは、カザン近郊、ウラル山脈、エカテリンブルク、ペルミなど、ロシア帝国の捕虜収容所を転々とする。チトーは捕虜収容所では、錠前工という経歴を活かし、鉄道建設や修理の仕事に従事した。鉄道建設・修理の仕事に従事している際、チトーは、国際赤十字から捕虜に割り当てられる食事を、鉄道課長が横領していることを知ったため、告発するも、恨みを買ったため投獄されてしまう。
1917年2月、2月革命が起き、捕虜の身であったチトーは、脱走し、ペトログラードへと向かった。ペトログラードで、七月蜂起に参加し、フィンランド国境付近まで逃亡し、逮捕される。逮捕されたチトーはシベリアの収容所に送還される際、十月革命が起き、オムスクで赤衛隊に入隊する。

### 戦間期

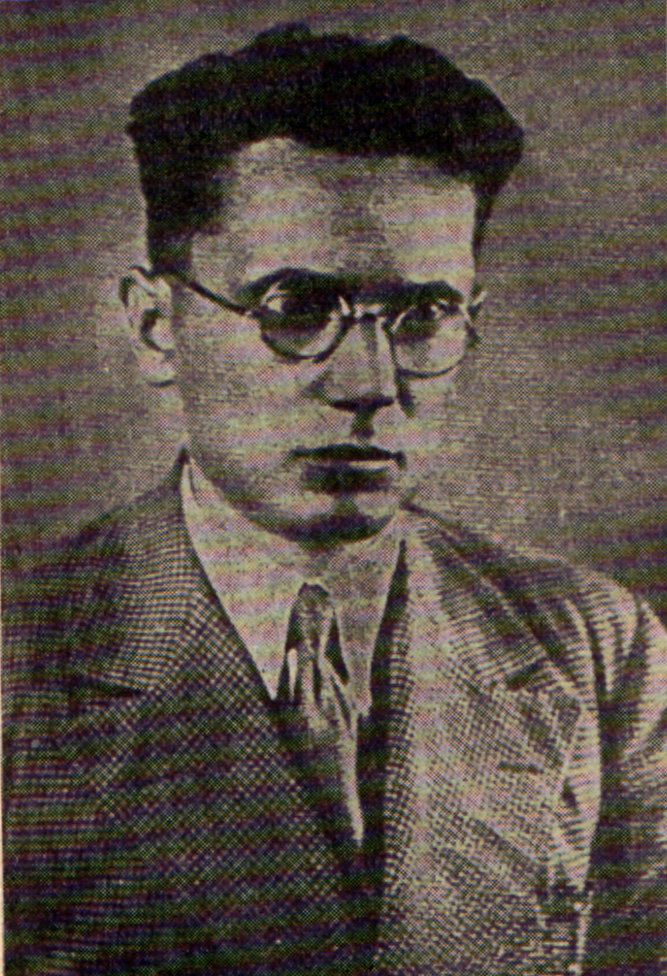
1927年のチトー

チトーは1920年9月、祖国へと帰国した。帰国したチトーであったが、既に母は亡くなっていた。オーストリア=ハンガリー帝国は崩壊し、セルビア王を中心としたセルビア人・クロアチア人・スロヴェニア人王国が樹立され、クロアチアはセルビア人の支配下に置かれており、経済状態は悪く、不安定な状況だった。チトーは、ザグレブの機械工場に就職し、この時ユーゴスラビア共産党に入党する。チトーは間もなく退職し、その後は様々な職を転々とし、主に労働組合の立ち上げや、ストライキの中心的実行者となって賃上げを勝ち取るなどしていた。チトーは、1927年3月にザグレブで、金属労働組合の専従書記となるが、同年６月逮捕されてしまう。逮捕されたチトーであったが、逮捕理由も明らかにされず、裁判も始まる様子がなかったため、彼はハンストによって、裁判を受けることができ、懲役5か月の実刑判決が下った。1928年、釈放されたチトーは、皮革加工の労働組合の書記を兼任し、1928年2月25日から26日に、ザグレブ市で第8回ユーゴスラビア共産党党会議が開催され、チトーはザグレブ地区委員会の委員に就任する。1928年のメーデーでは、チトーはデモ行進の群衆を分散させ、警察をかく乱した。これが原因で、チトーは再度逮捕される。
1928年6月20日、クロアチア共和国農民党スチェパン・ラディチが議会で銃撃され、後日死亡した。この事件を受けて、ザグレブでは、政府打倒のデモ運動が起き、チトーは地区委員としてこのデモを扇動した。チトーは1928年8月4日逮捕される。逮捕される8年ほど前の1920年12月には、国家保護法によって共産党は非合法化されており、共産主義の宣伝も禁じられており、チトーはこれに違反していた。チトーは裁判に掛けられ、起訴内容を認めたが、自身に罪があるとは言えないと述べた。1928年11月14日、1921年から1928年にかけて共産主義の宣伝活動を行なったとして懲役5年の実刑判決が下った。
服役中のチトーは、おとなしくしていたわけではなく、やすりで鉄格子を削って脱走を試みるなどしていた。理由は不明だが、脱走間近になって、チトーは別の監獄に移されたため、脱走を断念した。また、チトーは刑務所では機械工の職務を担い、刑務所所長の指示であれば、修理業務のために街を往来することができた。これにより、塀の外にいる同志と連絡を取っていた。チトーが服役中の1929年1月6日にはアレクサンダル1世によって、独裁政治が敷かれ、出版物も検閲されることになっていた。
1933年11月、チトーは出所し、出身地へ戻った。出所後のチトーは、毎日官憲との面談が義務付けられていたが、これを無視して脱走する。この時から、偽名であるチトーを名乗るようになる。チトーという名前は、思い付きでつけたというのがチトー本人の説明であるが、チトーの出身地ではよくある名前で、後年モスクワでは、ワルターという名前で知られていた。また、チトーは髪の毛を赤く染め、髭を蓄え、眼鏡をかけ、偽名も複数使い分けた。
当時、ユーゴスラビア共産党の指導部は、オーストリアのウィーンに所在し、しかし党指導部は、モスクワの指導下にあった。ユーゴスラビア国内で有事が起きた場合、ユーゴスラビアからウィーンに適切な指示を乞い、その後ウィーンは、モスクワに指示を仰ぎ、モスクワからウィーンを経て、ユーゴスラビア国内へと指示が到達するという形態になっていた。時間がかかり、意思決定をする人間はユーゴの情勢に精通していない人間が意思決定をしているという問題や、モスクワからの指示がユーゴスラビア国内に到達する頃には、情勢が変わっているため役に立たないことや、これら指令は人力によるところがあったため、連絡係が逮捕されてしまうということもあった。
チトーは、ウィーンにあるユーゴスラビア共産党の中央委員会に招かれ、党中央委員（ウィーン）とユーゴスラビア国内の党組織の連絡を緊密化させる任務を帯びた。1934年8月、チトーは党中央委員会政治局局員に選出された。1934年9月から11月にかけて、クロアチア、セルビア、スロベニア、ダルマチア及びツルナゴーラで地方会議が開催され、チトーは同会議にすべて参加し、ユーゴスラビア国内の情勢に精通するように努めた。
1934年12月24日から25日にかけて、リュブリャナで第4回全国党大会が開催され、チトーは投票によって中央委員会委員に再選出された。大会後にユーゴスラビア共産党に政治局が設けられ、モスクワ勤務が命じられた。
チトーはモスクワでは、コミンテルンのバルカン局書記局局員に就任する。1935年のコミンテルン第7回会議にも参加し、ユーゴにおける諸事件の報告を行なった。チトーは、1936年10月には、モスクワを離れユーゴスラビアへと戻る。なお、ユーゴスラビアへ戻るまでに、チトーはパリでスペイン内戦に向けて、義勇軍の組織と動員の特別任務にあたった。チトーは合計1600人ほどのユーゴスラビア人の義勇兵をスペインへと派遣した。
チトーは、中央委員会組織局書記の任務を帯びており、分派したユーゴスラビア共産党内の対立を収め、再組織しなければならなかった。チトーは、次々に古参幹部を追放した。時には、権力を得るためには、同志の抹殺という手段も辞さなかった。その代表例としては、ユーゴスラビア共産党書記長のミラン・ゴルキッチの追い落としがある。チトーは、ゴルキッチについて、批判的な報告をモスクワに上申しており、これが原因でゴルキッチは、1937年に、モスクワに召喚され、銃殺刑になった。なお、チトーによると、ゴルキッチとは常日頃から反目しあい、ゴルキッチが手配した偽装パスポートを使用した同志は、ユーゴスラビア国境を無事に超えることはできなかったと述べ、ゴルキッチの方が追い落としを図っていたという証言や、ゴルキッチの逮捕理由は人づてに聞いたとして、チトー自身の証言ではゴルキッチ追い落としに関与していなかったとしている。
1937年年末、チトーは、銃殺刑になったゴルキッチに代わり、コミンテルンよりユーゴスラビア共産党中央委員会書記長に任命された。
書記長に就任したチトーであったが、この時のユーゴスラビア共産党の党員数は1500名ほどしかおらず、権力基盤も弱かった。チトーは書記長として1937年から1940年にかけて、共産党の思想強化と組織強化を行い、チトーは、組織強化として下記を提示した。
1. ユーゴスラビア共産党中央委員会本部は、外国ではなくユーゴスラビア本部に置くこと[94]
2. 党内の分派を直ちに停止し、統一すること[94]
3. ユーゴスラビア共産党は海外からの財政援助を受けないこと[94]
4. 入党希望者を労働者と農民に拡充すること（それまでは入党予定者の周囲の評判で入党可否を決定していた）[94]
5. 党員に対して社会規範を示すこと[94]
6. ユーゴスラビア共産党の組織をユーゴ全国に設立する[94]
7. 党員に対して、適した仕事を見つけること[94]

### 第二次世界大戦

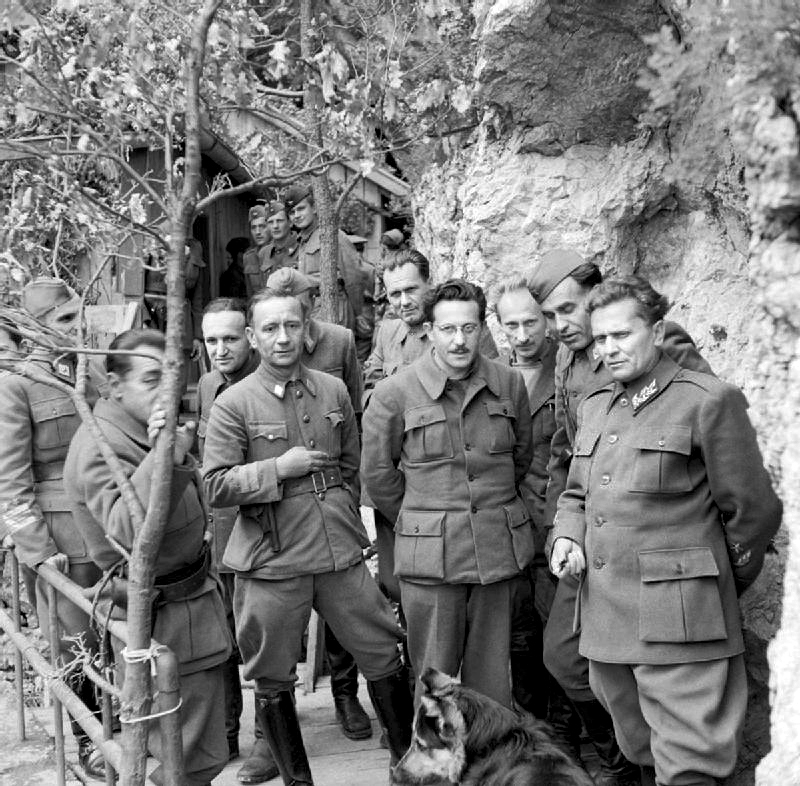
第二次世界大戦中のチトー（右）

1939年9月1日、ドイツ軍がポーランドを侵攻し、第二次世界大戦が開戦する。この頃になると、チトーらユーゴスラビア共産党の党員数は約1万2000人を擁しており、ナチス・ドイツに対して反発していたものの、ソ連とドイツとの間で独ソ不可侵条約が締結されていたこともあり、大々的な反ファシズム運動を実行できないでいた。
そんななか、ユーゴスラビア王国政府は、1941年3月日独伊三国同盟に加盟する。しかし、同同盟の加盟を知ったユーゴ国民は、反対運動を繰り広げた。1941年3月26日から27日にかけて、ユーゴスラビア王国軍のドゥシャン・シモヴィッチ将軍は、クーデターを起こし、政権を掌握した。シモヴィッチは、三国同盟を破棄せず、4月にはソ連と友好不可侵条約を締結した。どちら付かずの態度を取ったシモヴィッチであったが、1941年4月6日、ドイツ軍はベオグラードを空爆し、ユーゴスラビア国王軍は4月17日に降伏してしまう（ユーゴスラビア侵攻）。ユーゴスラビア王国政府のペータル2世らは、一旦カイロを経由し、ロンドンに亡命政府を樹立した。ユーゴスラビアは、イタリア軍とドイツ軍によって、分割統治された。
この頃、チトーはザグレブにいたが、4月10日の会合で、中央委員会付の軍事委員会が作られ、チトーが委員長となり、武器の調達や、軍事教練を施した。1941年4月下旬に党中央委員会の本部をドイツ軍によって掌握されたザグレブから、無政府状態のベオグラードへと移転させた。1941年6月22日独ソ戦勃発後、中央委員会政治局会議を開催し、枢軸軍に対して武装蜂起を行なうことを決議し、チトーを最高司令官とするユーゴスラビア人民解放軍およびパルチザン部隊の最高司令部が発足した（以降、パルチザンと表記）。ユーゴスラビア共産党の党員は、ユーゴ全国各地で武装蜂起を呼びかけた。しかし、チトーをはじめとする政治局と最高司令部は、次第にベオグラードでの活動が難しくなったため、1941年9月16日、セルビア西部へと移転した。セルビア西部を選択した理由は、森林の多さと丘陵地のため、いざという時に隠れやすかったこと、既にチトーとは別に抵抗運動を行なっていた集団がいたためである。これ以後、チトーは各地を転戦し、1944年10月までベオグラードに帰還することはなかった。
1941年9月と10月、チトーは、旧ユーゴスラビア王国軍の軍人、ドラジャ・ミハイロヴィッチ率いるチェトニックとの対談を行ない、枢軸軍に対しての共闘を持ち掛けるが、両者の話し合いは平行線をたどり、合意に至らなかった。チトーのパルチザン側は積極的に枢軸軍に戦いを仕掛ける方針であったが、ミハイロヴィッチは連合国軍がユーゴスラビアに到来するまで待機する方針であった。ミハイロヴィッチ率いるチェトニックは、反共産主義の姿勢と、親英派のドイツ軍と内通し、チトーらパルチザンと戦うようになり、逆に枢軸軍と戦うことを避けた。ミハイロヴィッチは、ロンドンにあるユーゴスラビア王国亡命政府を味方につけており、ロンドン亡命政府と、ヴィンテルハルテル曰く「西側諸国」はユーゴスラビアでの唯一の闘士はミハイロヴィッチであると宣伝していた。イギリス政府は、ミハイロヴィッチの下に軍の使節団を派遣するなどして支持していた。チトーらパルチザンによる軍事成果についても、連合国のプロパガンダやBBCは、ミハイロヴィッチ率いるチェトニックによる功績であると報道していた。
チトーらパルチザンは、農民に対して戦後の土地改革を語るなど、地道に活動し、次第にユーゴ国民の支持を集める。1941年10月に、パルチザンはウジツェを占領し、ドイツ軍の武器生産工場を確保するも、1941年10月末から11月にかけて、ドイツ軍の大攻勢に遭い、同地を放棄してボスニア東部へと撤退した。この後、ドイツ軍から1944年5月まで、合計7度の大攻勢を受けることになる。
チトーは、ソ連に援助を要請するが、ソ連は連合国の一員であり、連合国の一国であるイギリス政府は、亡命政府を支持していたため、援助は殆どしなかった。ただ、ソ連の方は、チェトニックが枢軸軍側に立って戦っているという証拠を収集していた。1941年年末時点でのパルチザンの兵力は8万人から9万人ほどであった。
1942年の前半は、チトーらパルチザンはツルナゴーラ近くの東ボスニア周辺で戦う。1942年8月末までには、西ボスニアと中欧ボスニアの大部分を掌握した。
1942年11月、チトーらパルチザンは、ビハチを掌握し、ここに最高司令部を置いた。同月26日、チトーらパルチザンの指導者は、枢軸軍に対して抵抗運動を行なっている指導者たちを招集し、第1回ユーゴ人民解放反ファシスト会議(AVNOJ)を開催し、ユーゴ内外に枢軸軍への闘争を行なうことを宣言した。AVNOJの枢軸軍への闘争宣言は、連合国に強い関心を惹いた。イギリス政府もそれまでのチェトニック支持を検討しなおし、1943年5月には、パルチザンの下に、イギリス軍の連絡将校を派遣するようになる。1942年末から1943年にかけて、パルチザンの兵力は15万人以上に到達した。
1943年9月初旬、イタリアが降伏。パルチザンは、イタリア軍から10個師団分の戦利品を獲得し、戦力を増強する。
1943年1月から3月にかけて、枢軸軍による第4次反パルチザン攻勢が始まり、チトーらパルチザンは、枢軸軍とチェトニックとの戦いに勝利する（ネレトヴァの戦い）。しかし、同年5月から6月にかけて、第5次反パルチザン攻勢がかけられ、この時はチトーも負傷し、パルチザンの下に来ていたイギリス軍の連絡将校も戦死する。チトーは、ドイツ軍から僅か数百メートルのところにいたが、隠れ潜んで事なきを得た。チトーらパルチザンは、北ボスニアへと撤退した。
一方、連合国軍は、1943年10月、ドラジャ・ミハイロヴィッチ率いるチェトニックが、連合国軍の味方になりえるかを確認するため、破壊工作を依頼する。チェトニックは、ヴィシェグラード近郊の川にかかる橋の破壊工作は成功したものの、セルビアを縦断する鉄道網の破壊工作については、作戦実施を拒否した。前後するが、1943年1月には、ウィンストン・チャーチルは連合国のユーゴに対する援助は、今後チトーのパルチザンに与えられると述べた。1943年12月9日、コーデル・ハルアメリカ合衆国国務長官は、ユーゴスラビア情勢について、チトーらパルチザンへの支持を表明する。これらにより、ミハイロヴィッチへの支持と支援は打ち切られた。
1943年11月29日、ボスニアのヤイツェで、第2回AVNOJを開催する。同会議を開催する際、チトーは演説で、ミハイロヴィッチを非難する演説を行なった。第2回AVNOJで決定した内容は概ね以下の通り。
1. AVNOJがユーゴ最高の立法・執行機関であること[142][135][143][144][123]
2. 新しい権力機関としての性格を持つユーゴ解放全国委員会と呼ばれる行政府を形成すること[142][135][143][144][123]
3. 亡命政府のあらゆる権利の否定[142][144][123]
4. ペータル2世国王のユーゴ国内への帰国禁止[139][144][123]
5. チトーは元帥の称号と首相の地位を与えられた[139][141][145]
6. トリエステのユーゴへの併合[139][145]
7. 戦後はユーゴを連邦制とし、各民族を平等とすること[139][142][144][123]

第2回AVNOJの決定を受けて、1943年12月中に、米英ソは相次いで第2回AVNOJの決定を承認する公式声明を発表した。1943年末頃には連合軍はチトーらパルチザンに対して、武器・弾薬・食糧・衣服・医療品を援助し始める。ロンドンにあるユーゴスラビア王国の亡命政府は、チェトニックとの関係を断ち、首相には、イヴァン・シュバシッチを任命した。
1944年5月25日、ドイツ軍は、チトー抹殺のため最後の第7次反パルチザン攻勢を実施する。第7次反パルチザン攻勢では、ドイツ軍は20分間にわたり砲撃を行ない、第500SS降下猟兵大隊の兵士を空挺降下させた。ドイツ軍側はチトーがいる最高司令部まで1 kmの距離まで迫ったが、パルチザンは即座に反撃し、防衛に成功し、チトーは自身自ら重機関銃を背負い、撤退する。チトーらパルチザンは、最高司令部をヴィス島に移した。チトーらパルチザンは、この頃40万人の兵力を有していた。1944年、ハインリヒ・ヒムラーは、チトーは強靭な精神の持ち主であり、決して降伏せず、元帥の称号に実にふさわしく、我がドイツにも欲しい人物であると評した。また、チトーは、ナチス・ドイツの傀儡政権であるセルビア救国政府から、生死問わず10万ライヒスマルクの賞金を懸けられていた。
イギリス首相・チャーチルは、ユーゴスラビアの戦後構想はチトーとは違う思いを抱いていた。チャーチルは、ロンドンにあるユーゴスラビア亡命政府と、チトーを議長とするユーゴスラビア解放全国委員会との連立政権をチトーに打診する。1944年6月16日、チトーは、亡命政府首相シュバシッチと対談し、以下の内容について合意した。
1. 民主的且つ信頼性ある王国政府を樹立する[159]
2. 王国政府の主要任務を、パルチザンの援助機構確立と国民への食糧補給確保とする[159]
3. 王国政府は特別宣言によって、過去3年間の解放闘争を通じて創造された国家及びパルチザン、ユーゴ人民解放反ファシスト評議会、チトー元帥首班の人民解放民族委員会の存在を承認し、枢軸軍との闘争も承認すること[159][161]
4. 現存する在外公館など全ての外交機関を国権の保護及び人民解放運動の必要とのために引き続き存続させる[159]
5. パルチザンを正として統一戦線を構築すること[161]
6. 枢軸軍と協力した者の断罪[161]

チトーはこのシュバシッチとの対談時点では枢軸軍との戦闘継続のために、国家政体については一旦議題にせず、ユーゴスラビア解放後に議論することとした。1944年8月、チトーはナポリでチャーチルと会談し、在伊連合軍司令部とパルチザンとの軍事協力の基本方針で一致した。会談直後、王国政府が成立した。閣僚2名は統一人民解放戦線代表だった。1944年9月5日、チトーはスヴォーロフ勲章を授与され、スターリンと初めて対面する。この頃、パルチザンの兵力は50万人以上にも達した。
1944年10月20日、とうとうパルチザンはソ連軍との合同作戦で、ベオグラードを解放した。この頃パルチザンの兵力は、80万人にもなっていた。

### ベオグラード解放直後の政治
ベオグラード解放直後の1944年11月1日、亡命政府首相イヴァン・シュバシッチと民族委員会首相チトーは更に新しい協定を締結した。締結内容は下記のとおりである。
1. 国家組織の最終形態は祖国解放後、人民の自由意志で決定する[165][167]
2. この間国王の祖国復帰を禁止する[165]
3. 国王府の機能は民族委員会の承認に基づき、国王が任命した摂政会議がこれを代行する[165][166][167]
4. 亡命政府及び民族委員会は統一政府を樹立する[165][166]

1945年2月、ヤルタ会談が開催され、会談の決定事項により、ユーゴスラビアは、チトーとイヴァン・シュバシッチとの連合政府を作り、ユーゴスラビア侵攻前に議席を保有していた議員を連合政府に参画させることになった。
これにより、民主連邦ユーゴスラビア臨時政府が1945年3月7日に成立した。チトーが内閣総理大臣に就任した。同内閣に入閣したのはチトーらパルチザン側が20名、亡命政府の閣僚が3名、戦前からの政党代表5名であった。しかし、臨時政府成立後まもなく、亡命政府側の閣僚がチトーら共産主義者と相容れないとして辞職し、臨時政府はあっという間に瓦解する。
1945年5月1日、チトーの軍隊は、トリエステにまで軍を進め、同地を占領するも、英米と領土を巡って衝突した。アメリカ軍は、（ユーゴからすると）領空侵犯をするなどしてきた。結局、トリエステについては、1954年にイタリアはA地区（トリエステ港を含む中心部）を領有し、ユーゴはB地区（A地区以外の場所）を領有することとなった。
チトー政権下では、1945年8月に、財産没収の法律が制定され、これによりドイツ人の全資産、戦争犯罪人や枢軸軍への協力者の全資産が没収された。また、同年同月、土地改革と入植に関する法律が制定され、これによりあらゆる農民に一定基準内の面積の土地を付与した。ただし、ソ連のように農業の集団化は行われなかった。1946年12月、銀行や独占的企業については国有企業とし、外国資本を排除した。同年には逃亡していたドラジャ・ミハイロヴィッチを逮捕し、7月に銃殺刑に処した。（ドラジャ・ミハイロヴィッチの名誉回復））。
1945年11月に憲法制定議会選挙が行われ人民戦線（ユーゴスラビア共産党が大部分）が勝利し、事実上共産党による単独の政権が樹立し、チトーは首相に選出された。なお、この選挙については、候補者は1選挙区に1人となっており、その候補者も人民戦線しかおらず、白票投票をした場合は逮捕されるという不正なものだった。1946年1月には、1936年のスターリン憲法を範とした新憲法が公布された。ユーゴスラビアは、スロベニア、クロアチア、ボスニア・ヘルツェゴヴィナ、セルビア、モンテネグロ、マケドニアの6つの共和国と、ヴォイヴォディナ自治州、コソボ自治州からなる連邦制がとられることになった。この連邦制の下では、共和国の境界線は曖昧なものだったため、ユーゴスラビア解体時に国境問題が生じることになった。
1945年から1946年にかけて、チトー政権は、ソ連、ポーランド、チェコスロヴァキアとそれぞれ友好協力相互援助条約を締結した。1947年末には、ブルガリア、ハンガリー、ルーマニアとも同条約を締結した。ハンガリーとブルガリアは第二次世界大戦中は、枢軸軍側としてチトーのパルチザンと敵対していたが、戦後は賠償請求を破棄するなど友好化に努めた。
チトー政権は、1946年ソ連と合弁会社を設立した。しかし、合弁会社とは名ばかりで、経営者はソ連側が牛耳り、不平等である点は否めず、ユーゴスラビアにとっては、メリットがなかったためソ連と解散することで合意した。

### コミンフォルム除名と危機
コミンフォルムは1947年9月に設立され、ソ連をはじめとする共産主義国家が加盟し、ユーゴスラビアも加盟していた。しかし、ユーゴスラビアは、1948年6月28日、コミンフォルム追放決議が可決され、コミンフォルムを追放されてしまう。
ユーゴスラビアがコミンフォルム追放に至った経緯は、1948年3月在ユーゴのソ連軍軍事顧問団が突如ユーゴスラビアからの引き上げを発表する。その後ソ連とユーゴスラビアの間で、合計3往復の書簡が取り交わされ、ソ連はユーゴスラビアとチトーを非難する書簡を送りつけた。ソ連からユーゴスラビアに宛てた書簡の内容、並びにソ連とユーゴスラビアの関係が悪化に至った原因は以下のとおりである。
1. ユーゴスラビアにおける反ソ連的態度やソ連に対しての批判[199][189]
2. ユーゴスラビアにおける不十分な民主主義及び同国共産党党内における自己批判がなされていないこと[202]
3. マルクス主義においては、共産党が国家統制を成すが、ユーゴスラビアでそれが達成されていないこと[202]
4. 農村や都市においては資本主義が台頭していること[203]
5. ユーゴスラビア共産党による、内政と外交の失策が見られること[201][189]

1点目について補足すると、チトーは、スターリンに周知せずにブルガリア首相ゲオルギ・ディミトロフとドナウ諸国関税同盟を交渉していたことや、ユーゴ側はソ連軍事顧問団に多額の報酬を払っていたが、ユーゴの財政状況では支払いが厳しく、人員を減らすか報酬の減額の交渉を行なったことが反ソ連的であるとされた。
チトーらは、ソ連に対して、書簡で申し開きをしたが結果的には効果がなかった。チトーはソ連から招待され、話し合いの場を設けることになっていたが、チトーは暗殺を警戒し、欠席を選択した。実際に、チトーはソ連からの暗殺未遂の被害を受けており、1950年、チトーはスターリンに下記の文面で手紙をしたためた。

「スターリン。私のところへ刺客を送り込むのはよせ。我々はもう5人逮捕した。一人は爆弾を持っていた。ライフルを持っていた者もいた。もし刺客を送り込むのをやめないのなら、私の方からモスクワに刺客を差し向ける。私は2番目の刺客を差し向けなくても済むだろう。」

コミンフォルムを除名されたユーゴスラビアは窮地に陥る。コミンフォルム除名直前のユーゴスラビアの貿易額の51%はソ連と東欧諸国向けで、これらの国の貿易が事実上断たれてしまう。農業も天候不順によって不作だった。西側諸国とは、ユーゴスラビアは共産主義国家であることと、トリエステを巡った領有問題によって、これまた不和であった。チトーは、党内の綱紀粛正に努め、軍人などで対枢軸軍との戦闘で功績があった者やソ連との内通が疑われた者は逮捕し、投獄、拷問、処刑のいずれかの措置を取った。
西側諸国との関係も良くなかったユーゴスラビアであったが、1950年、チトーはアメリカ、イギリス、フランスから食糧の援助を取り付け、危機を回避した。

### 自主管理法の採択
チトーは、これまでのソ連型の社会主義の見直しを検討する。社会主義とは何か、そしてどうあるべきかに立ち返り、「工場から労働者へ」というスローガンの実現を提起する。ユーゴスラビア政府経済相ボリス・キドリッチは、労働組合同盟と協議した結果、大企業を対象として生産から分配に至るまで全ての権限を持つ労働者評議会設立の通達を発令する。1950年6月27日、チトーは労働者による企業単位の直接管理に関する法律を人民議会に提出し、採択された（自主管理法）。これによって、労働者評議会（企業経営の最高機関）が、労働者による批判や提案の提出、内部管理、労働条件、資本や利益の分配、生産品目やその販売計画策定など、かなりの権限を自主管理法によって保障された。

### 外交
社会主義国でありながらソ連率いるコミンフォルムから追放されたことから第三世界に接近し、チトーは非同盟運動の初代議長となって、東側でも西側でもない非同盟陣営を確立した。さらにチトーは東西両陣営問わず様々な国と良好な関係を構築したため、日本を含む多数の国から勲章を受勲するなどの表彰を受けた（チトーの勲章一覧）。政治学上、ユーゴスラビアは東側諸国とも西側諸国とも見なされておらず、東西冷戦で起きた朝鮮戦争の際も中立的であり、中国の国連代表権問題で抗議するソ連の不在のなかアメリカ合衆国の主導した国際連合安全保障理事会決議82や国連軍の編成を要請した国際連合安全保障理事会決議84と国際連合安全保障理事会決議85に反対せず、棄権した。
1954年、NATO加盟国であるギリシャ、トルコと友好相互援助条約を締結した。1953年3月、スターリンが死去し（ヨシフ・スターリンの死と国葬）、1955年5月には、ニキータ・フルシチョフらがベオグラードに来訪し、チトーと対談し、ユーゴスラビアとソ連の関係は改良の兆しが見えた。だが、チトーは東にも西にも寄らない姿勢を打ち出す。それが非同盟政策であり、これは消極的な中立ではなく、積極的平和共存を訴えかけ、他国の独立、主権平等、領土保存を尊重し、他国の国内問題には干渉しないというものである。
チトーは、1954年12月から1955年2月にかけて、インド、ビルマ、エジプトを訪問する。チトーはこれらの国と世界平和のために相互協力できる手ごたえを感じた。1956年7月、チトーはインドのジャワハルラール・ネルー首相と、エジプトのガマール・アブドゥル＝ナーセル大統領をアドリア海のブリユニに招待し、積極的平和共存政策の推進で合意した。
1958年12月から1959年3月にも諸外国を積極的に訪問し、インドネシア、ビルマ、インド、セイロン、エチオピア、スーダン、アラブ連合を歴訪、1963年には、主に中南米の国を中心に歴訪し、アメリカにも訪れ、ジョン・F・ケネディ大統領とも対面した。
1961年9月、ベオグラードにて第1回非同盟諸国会議を開催し、参加国はアジア・アフリカ諸国を中心として25か国で、チトーは同会議で軍縮を訴えた。1964年10月には、カイロで、第2回非同盟諸国会議が開催され、47か国が出席した。
社会主義国でありながら1950年代はアメリカの相互防衛援助法の対象となってM47パットン、M4中戦車、M36ジャクソン、M18駆逐戦車、M3軽戦車、M8装甲車、M3装甲車、M7自走砲、M32 戦車回収車、M25戦車運搬車、GMC CCKW、M3ハーフトラック、M4トラクター、デ・ハビランド モスキート、P-47、F-86、F-84、T-33など大量の西側の兵器を米英から供与され、1960年代にはスターリン批判でニキータ・フルシチョフが指導者になった時にソ連とも和解して東側の軍事支援も得た。その中立的な立場から国際連合緊急軍のような国際連合平和維持活動にも参加した。
1970年9月30日、アメリカのリチャード・ニクソン大統領がユーゴスラビアを訪問。当時の東側諸国をアメリカ合衆国大統領が訪れるのは異例であったが、チトーは暖かく歓迎し会談を行った。

### 内政

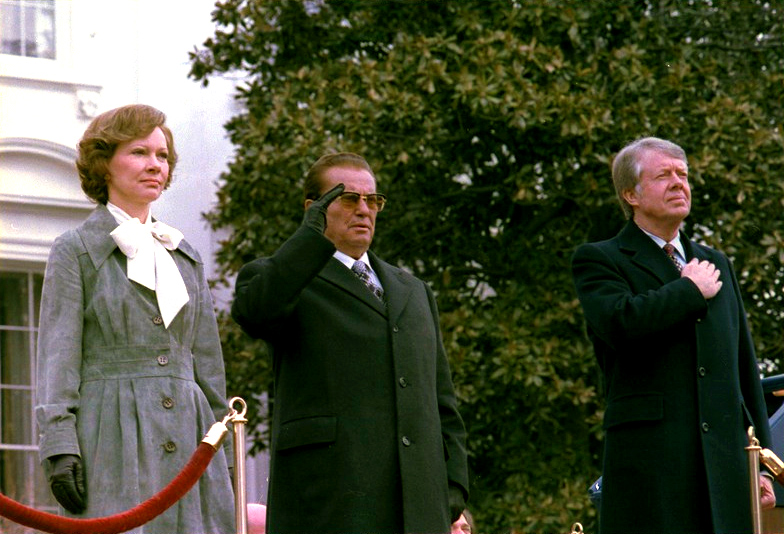
アメリカ合衆国のジミー・カーター大統領（右）とチトー（中央）

1952年11月、ユーゴスラビア共産党は、ユーゴスラビア共産主義者同盟に改名した。1953年、憲法を改正し、チトーはユーゴスラビア首相及び大統領を兼任することになった。
1963年4月、新憲法が公布され、国名もユーゴスラビア社会主義連邦共和国と改称され、自主管理社会主義と非同盟政策に法的根拠が与えられ、行政機構も大幅に改革された。そして、市場社会主義が基本路線となる。1965年には、チトーは、市場メカニズムを全面的に導入する経済改革を実施した。しかし、この改革を巡り、副大統領のアレクサンダル・ランコヴィッチと対立し、チトーは、ユーゴスラビア人民軍を盾に、ランコヴィッチを副大統領及びユーゴスラビア共産主義者同盟中央委員から解任した。1967年7月には外資導入法を制定し、1968年11月には海外旅行の制限を緩和した。
また、1968年4月には、チトーは来日し、昭和天皇主催のレセプションに出席した。
数々の経済改革はうまく行かず、格差が広がり、各民族で不満が広がり、民族問題が勃発する。1968年秋から冬にかけて、コソボ自治州で、アルバニア人がセルビア人から差別を受けているとして、コソボ自治州の共和国への昇格を要求した。セルビア人は、ユーゴスラビア国内において少数派でありながら、政治、経済、社会で要職を占めていたため、アルバニア人の不満が爆発した結果となった。ボスニア・ヘルツェゴビナ共和国のムスリム達は民族としてムスリム人の承認を要求し、クロアチア共和国ではクロアチア人による自治の要求があった。クロアチアでは、1970年から1971年にかけて、クロアチア共産主義者同盟と民族派知識人、学生達が大規模な自治要求運動を展開した。チトーは、クロアチア共和国の首都ザグレブへと乗り込み、事態の収拾に当たった。また、チトーは民族主義の芽を摘むために、民主集中制や、労働者の役割強化を掲げて、セルビアをはじめとする他の共和国の共産主義者同盟のイデオロギーの引き締めを図った。

### 晩年と死去

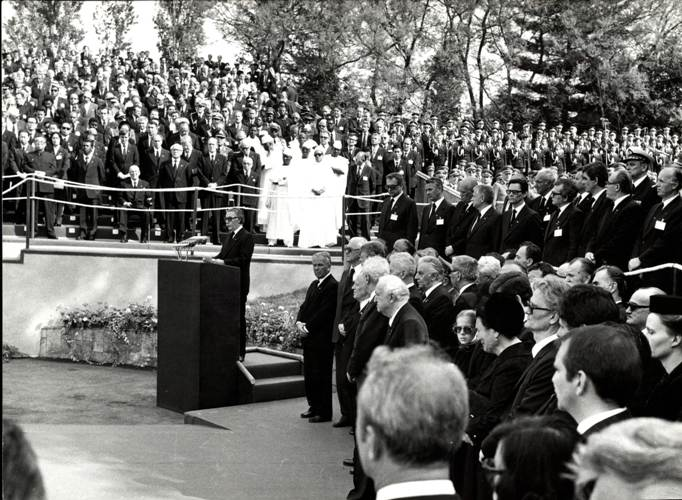
チトーの国葬

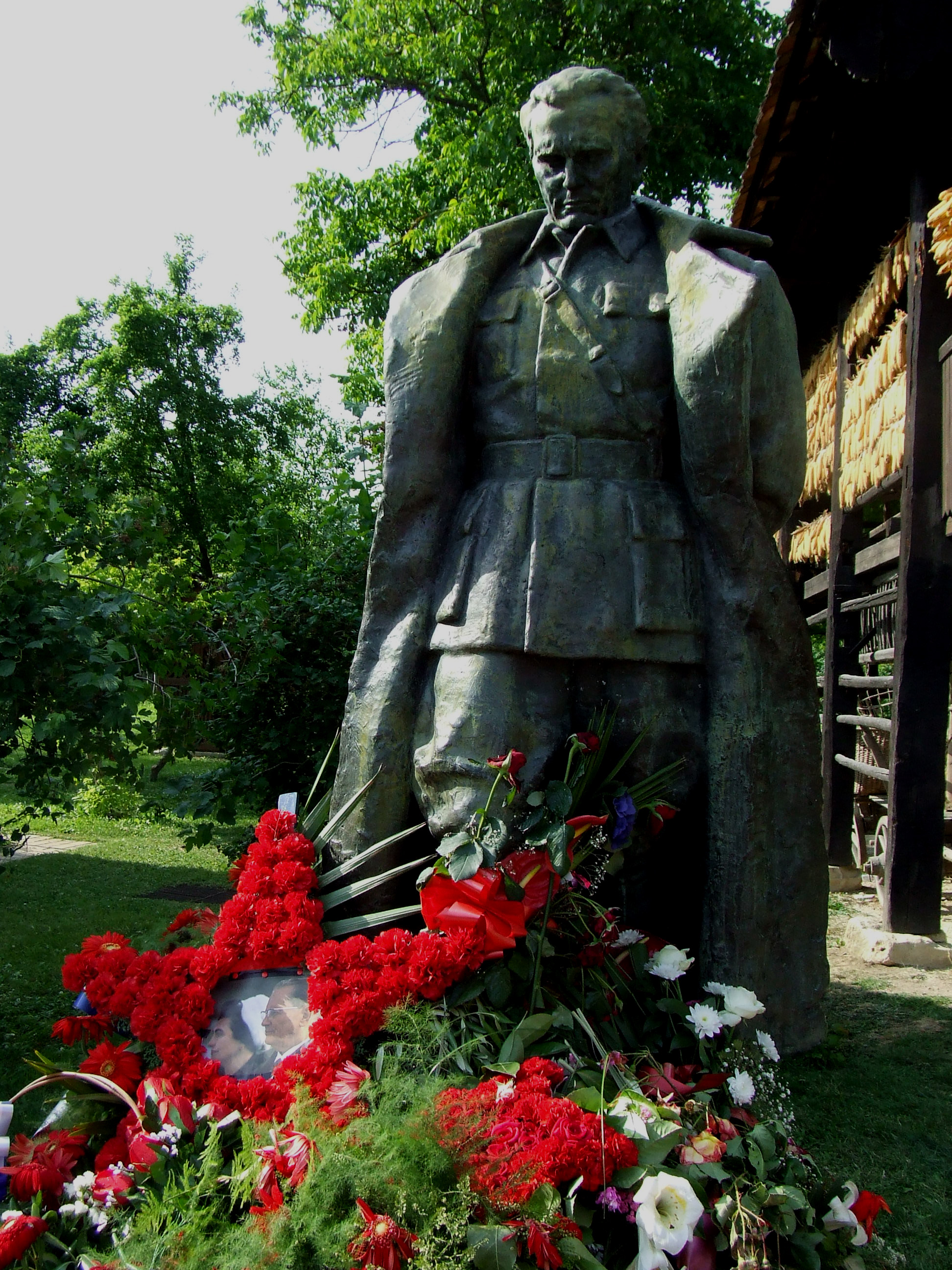
生家近くに建てられたチトーの銅像（2007年5月撮影）

1974年1月に、4度目の新憲法が公布された。同憲法で、チトーは終身大統領に選出され、ユーゴスラビア統合の象徴を果たすこととなった。新憲法では、6つの共和国と2つの自治州それぞれが憲法を有し、裁判や警察機能のみならず、経済主権が与えられた。ユーゴスラビア連邦幹部会においても、これら共和国と自治州の1票の価値を同一に扱うようにした。チトーは、連邦幹部会では、セルビア人を抑えるなどして均衡を図った。これによってユーゴスラビアは緩い連邦体制に変貌した。
1977年、チトーはソ連、北朝鮮、中国を訪問し、ソ連、北朝鮮とは共同声明を発表し、中国とは共同声明はなかったが、ユーゴスラビアと中国の関係をより友好関係に発展させることで合意した。
1980年1月、チトーは左足静脈瘤切除の手術を受け、左足を切断した。1980年5月4日、スロベニアのリュブリャナの病院で死去した。

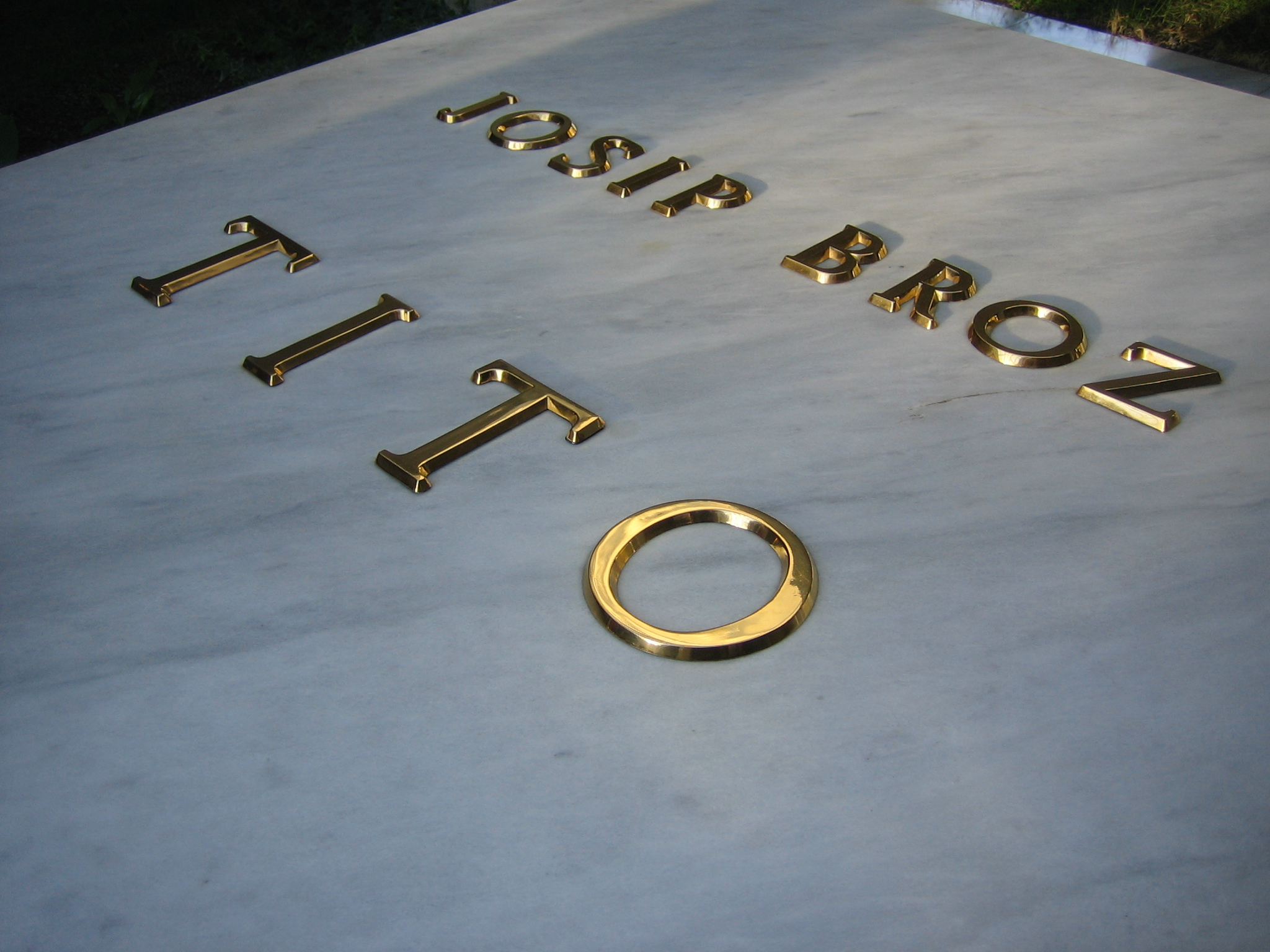
「花の家」にあるチトーの墓

1980年5月8日に行われたチトーの葬儀には日本を含む多数の国からかつてない規模で東西陣営や非同盟陣営の世界126か国の208人の政府要人が集まり（弔問外交）1989年の昭和天皇の大喪の礼まで当時史上最大の国葬だった。日本からは大平正芳首相が参列した。
チトー死去後のユーゴスラビアは、オイルショックによる莫大な対外債務によって深刻な経済危機が訪れる。打開策を巡って、各共和国間で議論を行なったものの、民族問題へと発展し物別れとなり、ついに1990年1月にはユーゴスは各共和国の政党が治めるようになり、ユーゴスラビア連邦はその存在意義を失なった（ユーゴスラビア社会主義連邦共和国#ユーゴスラビア社会主義連邦共和国の解体）。冷戦終結後の1990年代には民族・宗教間の対立や混乱が激化し、1991年から2001年にかけて一連のユーゴスラビア紛争が勃発。ユーゴスラビア社会主義連邦共和国を構成する各共和国のうち、スロベニア社会主義共和国、クロアチア社会主義共和国、ボスニア・ヘルツェゴビナ社会主義共和国、マケドニア社会主義共和国はそれぞれスロベニア共和国、クロアチア共和国、ボスニア・ヘルツェゴビナ連邦、マケドニア共和国として独立し、残ったセルビア社会主義共和国とモンテネグロ社会主義共和国によって1992年にユーゴスラビア連邦共和国（新ユーゴスラビア）が成立する。しかし、新ユーゴスラビアの成立後も紛争は続き、紛争終結後の2003年に新ユーゴスラビアはより緩やかな国家連合であるセルビア・モンテネグロに移行するが、2006年にモンテネグロが独立したことで、もう一方のセルビアが独立宣言と継承国宣言を行ったことにより消滅し、連邦は完全に瓦解した。2013年には、セルビア国立銀行の金庫よりチトーが緊急時に使えるようにしていた可能性がある金貨約2700枚（金塊30キログラム分相当）や貴金属製品約250個、現金約2万6000USドルなどが発見されている。

## 評価
法学者ドミニク・マクゴールドリックは、チトーは「高度に中央集権化され、且つ抑圧的な」政権の長であり、チトーは、ユーゴスラビアにおいて絶対的な権力をふるい、その独裁政治は、複雑な官僚機構を通じて行われ、人権抑圧も日常的に起きていたとしている。チトー政権下当初、この抑圧の犠牲となったのは、ドラジャ・ミハイロヴィッチに加え、ドラゴリュブ・ミチュノヴィッチなどのスターリン主義者であったが、後年、チトーの側近ともいえる人物にも手が及んだ。1956年11月19日、ミロヴァン・ジラスはチトーの後継者と目されていたが、チトー政権を批判したため逮捕された。歴史家のヴィクトル・セベスチェンは、チトーを「スターリンと同じくらい残忍である」と評している。
1961年の改革以降(非同盟政策)、チトー政権は、他の共産主義政権よりも比較的リベラルになったが、ユーゴスラビア共産主義者同盟は、リベラルと抑圧を交互に繰り返していた。ユーゴスラビアはソ連からの独立を維持でき、その社会主義ブランドは東欧諸国からすると羨望の的であったが、チトーのユーゴスラビアは、厳しい統制下にある警察国家であり続けた。法律家のデビット・マタスは、（ソ連は別として）ユーゴスラビアの政治犯の数は、（ユーゴスラビア以外の）東欧全ての国の政治犯の数よりも多かったとしている。チトーの秘密警察はソ連のKGBをモデルにしていた。秘密警察の工作員は常に存在し、しばしば超法規的に行動を行い、犠牲者には中流階級の知識人、リベラル派、民主主義者が含まれていた。ユーゴスラビアは、市民的及び政治的権利に関する国際規約に署名していたが、同規約の規定には殆ど関心が払われていなかった。
チトー政権下のユーゴスラビアは、民族を尊重することを基盤としていたが、チトーはユーゴスラビアの連邦の脅威となる民族主義のいかなる開花も粛清に当たった。しかし、一部の民族集団に与えられる敬意と他の民族集団に対する厳しい抑圧との対比は鮮明であった。ユーゴスラビアの法律では、民族が自らの言語を使用することを保証していたが、アルバニア人に対しては、民族的アイデンティティの主張については、厳しく制限していた。ユーゴスラビアの政治犯は、民族アイデンティティを主張したアルバニア人がほとんどであった。
ユーゴスラビアの戦後の発展は目覚ましいものであったが、1970年頃にもなると、経済が行き詰まり、深刻な失業が問題になり、インフレにも見舞われた。
1967年に機密解除されたCIAの機密文書では、チトーの経済モデルによって、年間GNPは約7 %の経済成長を遂げていたが、一方では、上策とは言えない産業投資と、国際収支の慢性的な赤字を生み出していた。1970年代の、制御不能な成長により、慢性的なインフレを引き起こし、チトーとユーゴスラビア共産主義者同盟は、この状況を完全に安定させることも緩和させることもできなかった。ユーゴスラビアは、LIBORのレートと比較して高金利の貸付ローンを支払っていたが、チトーは不人気な改革の実行能力と、その意思があったために、チトーの存在によって投資家の不安は和らいでいた。チトーの死去が目前に迫った1979年までに、経済の世界的後退が起き、失業の増大、1970年代を通じて（ユーゴスラビアの）経済成長率は5.9 %まで鈍化し、それまでユーゴスラビア人が慣れ親しんだ急成長の経済成長が急低下する可能性が高まっていた。
1974年のユーゴスラビアの新憲法制定にあわせてチトーが始めたものは、アメリカ合衆国国務省のA.ロス・ジョンソンの表現を借りれば、「戦後ユーゴスラビアにおける最初の取り組みである（そしてあらゆる共産主義下の体制においても初の試みである）、後継者への移行期間に向けて、党の意思決定機関に、属人的ではなく制度や仕組みにもとづいた『ゲームのルール』を確立すること」だった。この仕組みが、国家と党の代表者による集団指導体制となり、代表者は輪番で元首となるがその任期は1年に限定された。しかしロバート・M・ヘイデン教授は、この体制がユーゴスラビアの崩壊につながったと考えている。「1989年から1991年にかけてのユーゴスラビアがうける政治的圧力はおそらくどんな連邦構造でも受け止めきれなかっただろうが、1974年憲法が抱える欠陥によって、それが制御不能になることは確実であり、内戦勃発は事実上不可避だった。したがって、連邦構造を破壊したスロベニア人と、好戦的な政治姿勢でスロベニア人をそう仕向けたスロボダン・ミロシェヴィッチ、そして『連邦』というキメラ〔荒唐無稽な話〕をさも合理的な憲法構造のように思わせた憲法起草者達、彼らは内戦勃発に関して連帯責任を負わなければならない。」と述べている。

## 遺産
チトーは、ユーゴスラビアを貧困国から中所得国へと変貌させたことで、女性の権利、健康、教育、都市化、工業化、その他多くの人間開発や経済的発展の分野における著しい進歩を実現したと評価されている。
チトー政権下のユーゴスラビアは国内の工業化や兄弟愛と統一道路などのインフラ整備を推し進めて年率平均6.1%の経済成長を達成し、識字率は91%まで向上して医療費はすべて無料であり、ソ連や他の東欧諸国と比べて自由な生活をおくることができた。
クロアチアの週刊ニュース雑誌「Nacional」が2003年に実施した世論調査「最も偉大なクロアチア人」では、チトーが1位となった。2010年の世論調査では、81%のセルビア人が、チトー時代の方が生活は良かったと答えている。
彼の生涯、そして特に亡くなってから1年のあいだ、様々な場所がチトーにあやかった名前をつけられている（その後、いくつかの場所はもともとの名前に戻されている）。例えば、ポドゴリツァの旧称はチトーグラードであり、ウジツェはティトヴォ・ウジツェという名称だった。ユーゴスラビアの首都だったベオグラードの通りも、例外なく第二次世界大戦前かつ共産主義体制になる前のもともとの名称に戻されている。2004年には、アントゥン・アウグスティンチッチが制作したチトーの生誕地クムロヴェツにあるチトーの像が爆破され、首が落ちるという事件が起きている（その後、像は修復された）。2008年には、当時ザグレブのチトー元帥広場(2017年以降はクロアチア共和国広場)があった場所で、「広場のためのサークル」(Krug za Trg)と呼ばれるグループによる抗議活動が2度発生した。彼らの要求は市当局に広場の名前を以前の名称へ戻すよう認めさせることだった。一方でそれに対する反対抗議活動も起き、「ウスタシズムに反対する市民運動」 (Građanska inicijativa protiv ustaštva)は、「広場のためのサークル」を歴史修正主義かつネオ・ファシズムであると非難した。クロアチアのスティエパン・メシッチ大統領も、広場の名称変更を求めるデモを批判した。
しかしチトーにちなんだものはいまなお数多い。高さ約10メートルの世界最大のチトーの記念碑は、スロベニアのヴェレニエにある中央広場、チトー広場にある。スロベニアの都市マリボルにある橋の1つには、チトー橋がある。スロベニア最大の港湾都市コペルの中央広場は、チトー広場と名付けられている。1937年にセルビアの天文学者ミロラド・プロティッチがベオグラード天文台で発見した小惑星はチトーの名前にちなんで命名された。
クロアチアの歴史家マリアナ・ベラージは、クロアチアや旧ユーゴスラビアの他の地域の一部の人々にとって、チトーは世俗的な聖人として記憶されているとし、クロアチア人の家庭では、願いをかけるために、カトリックの聖人の肖像画とチトーの肖像画を並べて壁に飾っていることがいると述べている。チトーに手紙を書く習慣も、彼の死後なおさかんであり、旧ユーゴスラビアのウェブサイトにはチトーに手紙を送るためのフォーラムに特化しているものがいくつもあった。多くの人がそこではプライベートな問題について書いていたという。毎年5月25日には、旧ユーゴスラビアから何千人もの人が、チトーを追悼し、旧ユーゴスラビア最大の年間行事の一つであった「青年の日」を祝うためにチトーの故郷クムロヴェツとチトーが眠る場所である「花の家」に集まる。この「青年の日」には例年、チトーの誕生日を祝うために「青年のリレー」が行われた。
毎年、「同胞と団結」のリレーレースがモンテネグロ、北マケドニア、セルビアで開催され、5月25日のチトー永眠の地である「花の家」で終了する。同時に、スロベニア、クロアチア、ボスニア・ヘルツェゴヴィナのランナーは、クムロヴェツへとむけてスタートを切る。リレーは、ユーゴスラビア時代の「青年のリレー」の名残であり、当時は若者が、毎年徒歩でユーゴスラビアを旅し、ベオグラードで盛大な祝賀会でもって終了していた。
ベラージによれば、チトーが死後に個人崇拝の対象となったのは、彼のどこにでもいるような人間性と、普通の人々から「友人」としてのイメージを抱かれていたこと大きく、冷酷で、超然とした、神のごとき人物でその並外れた資質によって普通の人々とははっきり違う存在としてイメージをもたれて個人崇拝をされていたスターリンとは対照的である。5月25日にはチトー像にキスをするためクムロヴェツを訪れる人がいるが、そのほとんどは女性である。ベラージは、こうしたチトー人気について、クムロヴェツへと来るほとんどの人は共産主義を信じていないことから共産主義の影響は少なく、むしろチトー時代のユーゴスラビアに対する郷愁と、偉人となった「普通の人」への敬意によるものだと述べている。チトーはクロアチア民族主義者ではなかったが、チトーが世界で最も有名なクロアチア人になり、非同盟運動だけに限らず、世界的に重要なリーダーとなったという事実は、クロアチア人の一部のひとにとっての誇りとなっている。
だがユーゴスラビアの解体後、歴史家たちは、チトー政権下のユーゴスラビア（チトーとスターリンの対立が表面化するまでの10年間）における人権抑圧について明らかにし始めた。2011年10月4日、スロベニア憲法裁判所は、2009年にリュブリャナの通りがチトーにちなんで命名されたことは違憲であるとの判決を下した。当時スロベニアの公共の場所にはユーゴスラビア時代に命名されてチトーの名を冠しているものもあったが、新たに通りの名前を改称することについて、裁判所は以下のような判断を下した。
「チトー」と言う名称は第二次世界大戦中のファシスト支配からの現在のスロベニアの解放の象徴であるだけでなく、本裁判の他方当事者が主張する通り、特に第二次世界大戦後の10年間における、重大な人権と基本的自由の侵害の象徴でもある。
一方で裁判所は、この再審理の目的は、「チトーの人物像や具体的な行動に対しての判決を下すことではなく、事実や当時の状況について歴史的な評価をすることでもない」ことを明確にしている。スロベニアには、高さ10メートルにおよぶチトーの像のあるチトー広場（ベレニエ）のように、チトーにその名をちなむ通りや広場がいくつもある。
チトーについては人権抑圧だけでなく、第二次世界大戦末期にドイツによるユーゴスラビアの占領が終了すると、ユーゴスラビアの諸民族については包摂的な態度だったのとは対照的に、ヴォイヴォディナからドイツ系住民(ドナウ・シュヴァーベン人)が追放あるいは大量に処刑され、組織的な民族撲滅が起こったことの責任をチトーに求める学者もいる。

## エピソード
- チトーは、語学力に長けており、母国語のクロアチア語、スロベニア語以外に、ロシア語、チェコ語など、スラブ語系に精通し、その他に、ドイツ語ができ、フランス語、イタリア語はリスニングとリーディングは問題ないレベルであったと言う[308]。

- チトーは4度結婚し、度々不倫をしていた。1918年、戦争捕虜時代にオムスクで、当時14歳の少女ペラギヤ・ベローゾワと出会い、1年後に結婚し、ペラギヤを連れて、ユーゴスラビアへと戻った。2人の間には5人の子供に恵まれたが、成長したのは息子のジャルコ・レオン・ブロズ[309](1924年2月4日生まれ[309])だけだった[310]。1928年にチトーが投獄されると、ベローゾワはロシアへと戻り、1936年に離婚し、再婚した。1936年、チトーはモスクワのホテルに滞在した際、オーストリア人のルチア・バウアーと出会う。2人は同年10月に結婚したが、この結婚歴は後に、意図的に消去された[311]。3度目の結婚相手は、ヘルター・ハースで、1940年に結婚した[312]。ユーゴスラビア侵攻後に、ハースは妊娠し、チトーはベオグラードへと向かった。1941年5月、彼女は息子のアレクサンダル・ミーショ・ブロズを出産した。チトーはハースとの結婚関係中、ズデンカ・ホルバートというコードネームのレジスタンスの運び屋を務め、チトーの個人秘書にもなったダヴォルジャンカ・パウノヴィッチと関係を持っていた。チトーとハースは、1943年、第2回AVNOJ会合時に離婚する。ハースは、チトーとダヴォルジャンカが一緒にいるのを目撃したためとされる[313]。ハースが最後にチトーに会ったのは1946年であった[314]。ダヴォルジャンカは、1946年に結核で死去し、チトーは彼女の遺体をベオグラードの自身の邸宅であるベリ・ドヴォルの裏庭に埋葬するよう命令した[315]。1952年初夏、4度目の結婚をし、結婚相手はセルビア人のヨヴァンカ・ブデサヴリエウィチであった[316]。彼女は、チトーの外遊に同行するなどした[317]。

- チトーは、ユーゴスラビア国民に対して、耐乏生活を呼びかけていたが、自身は500人規模を招待できる別荘を建設させたり、高級車にも乗り、クルーザーも所有し贅沢三昧の生活を送っていた[318]。女性関係も派手で、人気オペラ歌手や、ソ連の人気女優にも手を出していた[318]。
- チトーの肖像はユーゴスラビアの様々な記念切手や記念硬貨の他、1985年発行の5000ディナール紙幣に描かれていたが、ユーゴスラビア国外でも1980年に発行されたギニアの500シリ紙幣に肖像が描かれていたことがある。他国の指導者を紙幣の肖像に採用するのは世界でも極めて稀な事例だが、チトーはかねてから反帝国主義を掲げ、非同盟運動を通じてアフリカ諸国への支援を広く行っていたことから、植民地時代からの脱却と安定した国政の維持に苦しんでいたギニアでは多くの人々がチトーを英雄として慕っており、その友好を記念するべく発行されたものである[319]。

## ギャラリー

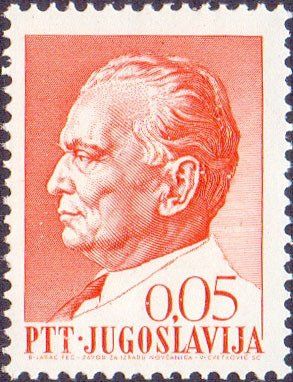
記念切手（1967年）
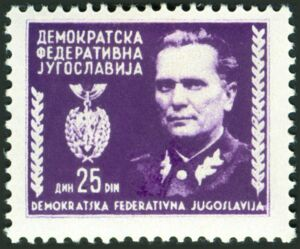
記念切手（1945年）
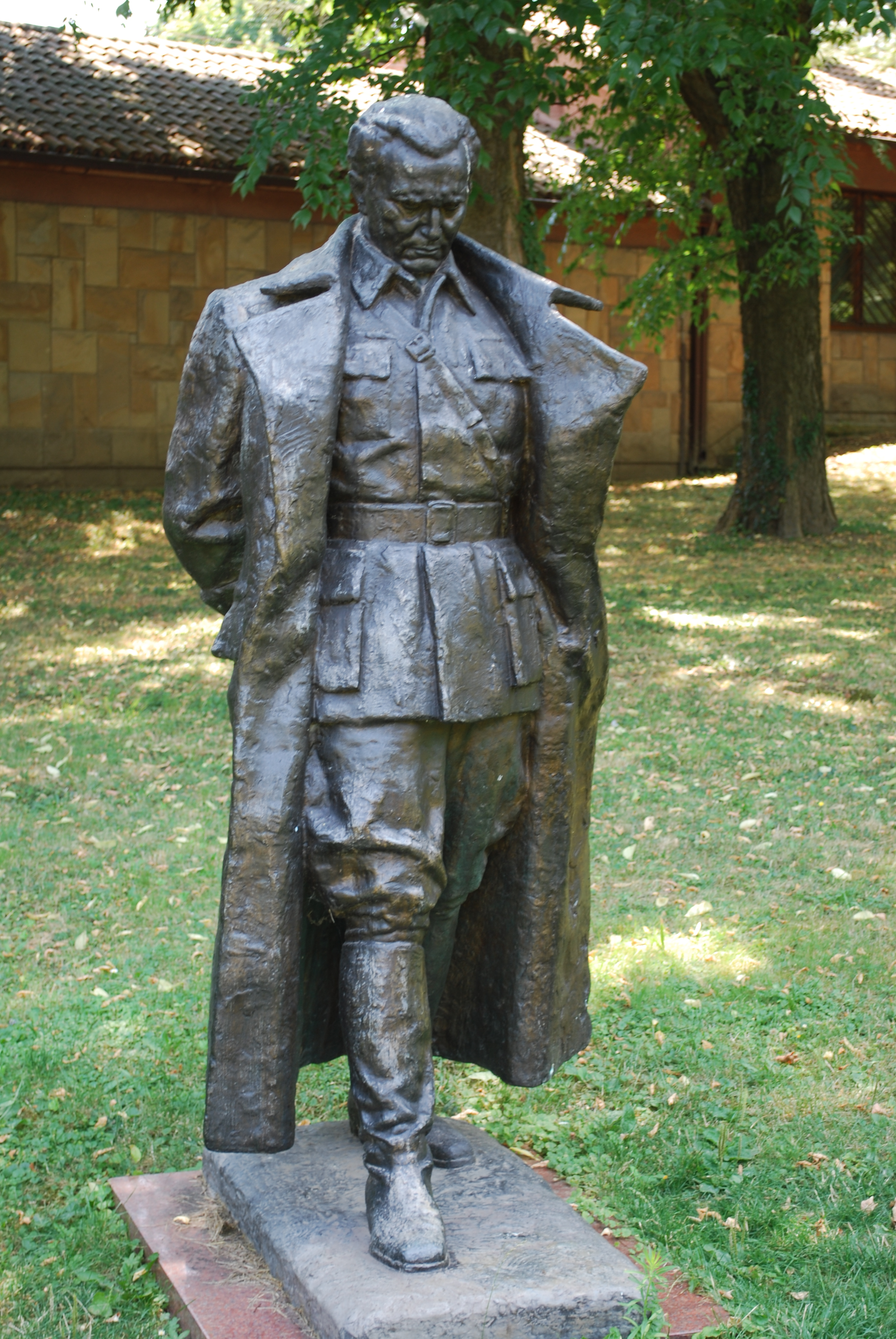
モニュメント
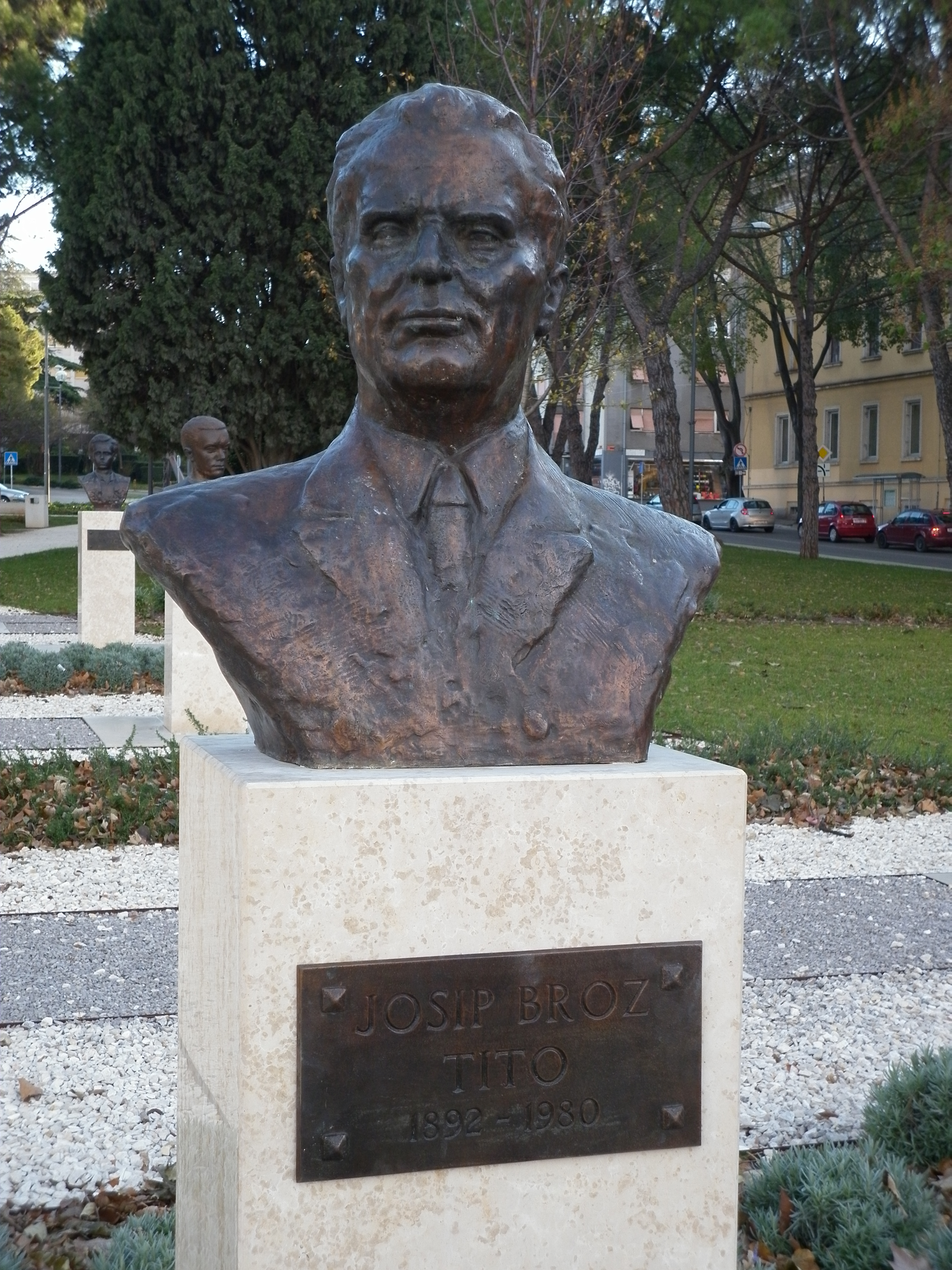
プーラに位置する胸像